# Flagelloscypha
Flagelloscypha Donk (włosóweczka) – rodzaj grzybów z rodziny Niaceae.

## Charakterystyka
Grzyby cyfelloidalne saprotroficzne rozwijające się na drewnie liściastym i iglastym. Bazydiokarpy miseczkowate, dzwonkowate lub małżowinowe do stożkowatych, siedzące lub z krótkim trzonkiem. Powierzchnia zewnętrzna gęsto biało owłosiona, podobna do owocników Discomycetes. Cystyd brak, strzępki ze sprzążkami, podstawki maczugowate, szybko zanikające po wytworzeniu zarodników. Bazidiospory wrzecionowate, gładkie, nieamyloidalne. Zewnętrzne włoski o cienkich lub grubych ściankach, całkowicie lub częściowo inkrustowane, cylindryczne z tępym wierzchołkiem lub u większości gatunków z biczem przypominającym wici, rzadko z napęczniałymi główkami na wierzchołkach, nieamyloidalne lub słabo dekstrynoidalne.
Rodzaj Flagelloscypha charakteryzuje się włosami zewnętrznymi z wyraźnym końcem przypominającym wici.

## Systematyka i nazewnictwo
Pozycja w klasyfikacji według Index Fungorum: Niaceae, Agaricales, Agaricomycetidae, Agaricomycetes, Agaricomycotina, Basidiomycota, Fungi.
Polską nazwę zaproponował Władysław Wojewoda w 2003 r.
Gatunki występujące w Polsce:
- Flagelloscypha kavinae (Pilát) W.B. Cooke 1961 – włosóweczka grubowłoskowa
- Flagelloscypha minutissima (Burt) Donk 1951 – włosóweczka malutka

Nazwy naukowe na podstawie Index Fungorum. Nazwy polskie według Władysława Wojewody.